# マカ・ウヌフェ
マカ・ウヌフェ（Maka Unufe、1991年9月28日 - ）は、アメリカ合衆国のラグビー選手。

## プロフィール
- アメリカ・プロボ出身[1]。
- ポジションはセンター(CTB)。
- 身長 185cm、体重 95kg

## 略歴
2011年、ユタ・ウォリアーズに加入。
2016年、リオ五輪の7人制アメリカ代表に選ばれた。
2024年、パリ2024五輪の7人制アメリカ代表に選ばれた。